# آدام وایت

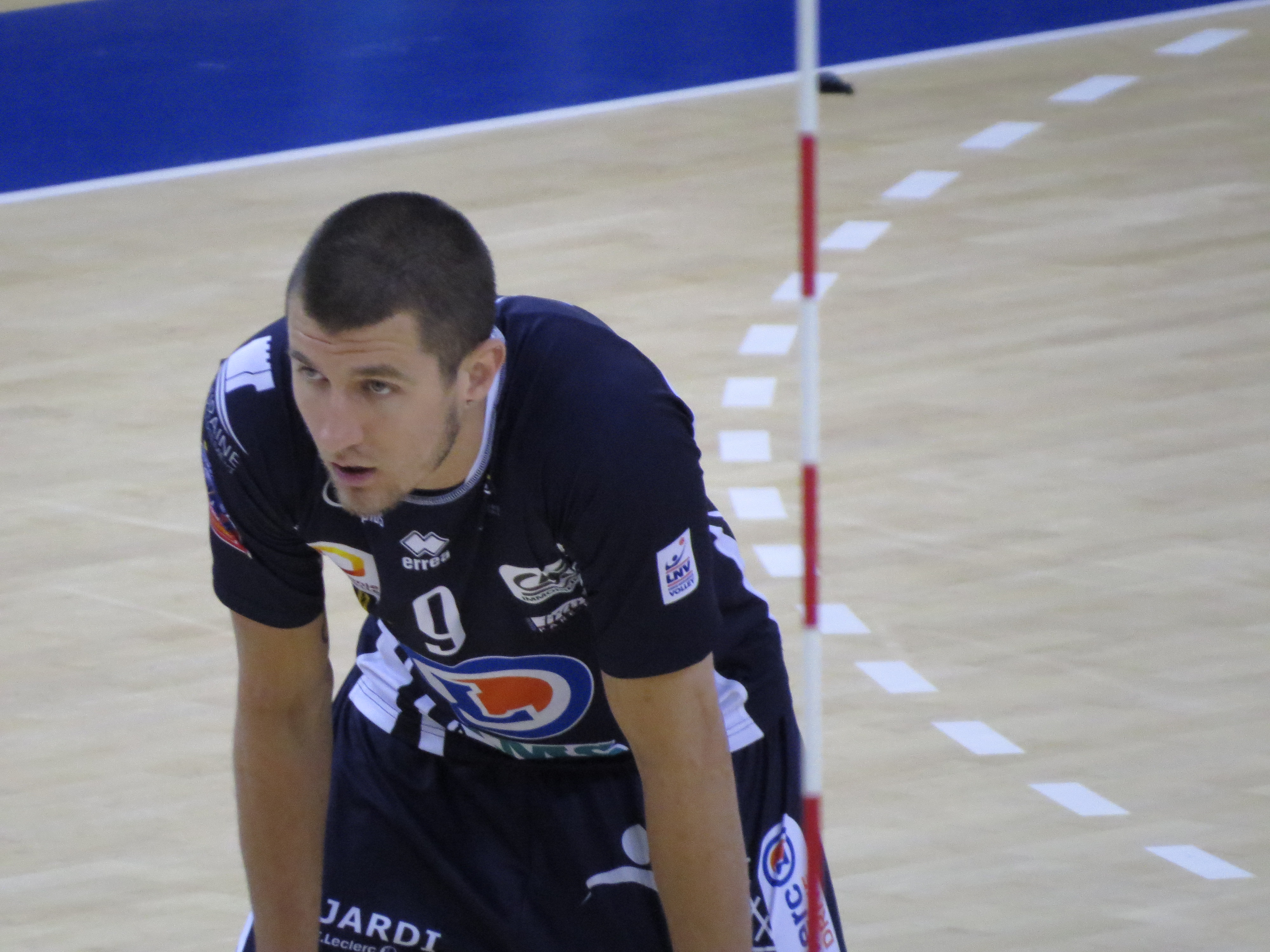
آدام وایت در سال ۲۰۱۶

آدام وایت (انگلیسی: Adam White) (متولد ۸ نوامبر ۱۹۸۹) بازیکن والیبال تیم ملی استرالیا است. او در بازی‌های المپیک تابستانی ۲۰۱۲ نیز یکی از اعظای استرالیا بود.